# Protea glabra
Protea glabra (лат.) — кустарник, вид рода Протея (Protea) семейства Протейные (Proteaceae), эндемик Южной Африки.

## Ботаническое описание

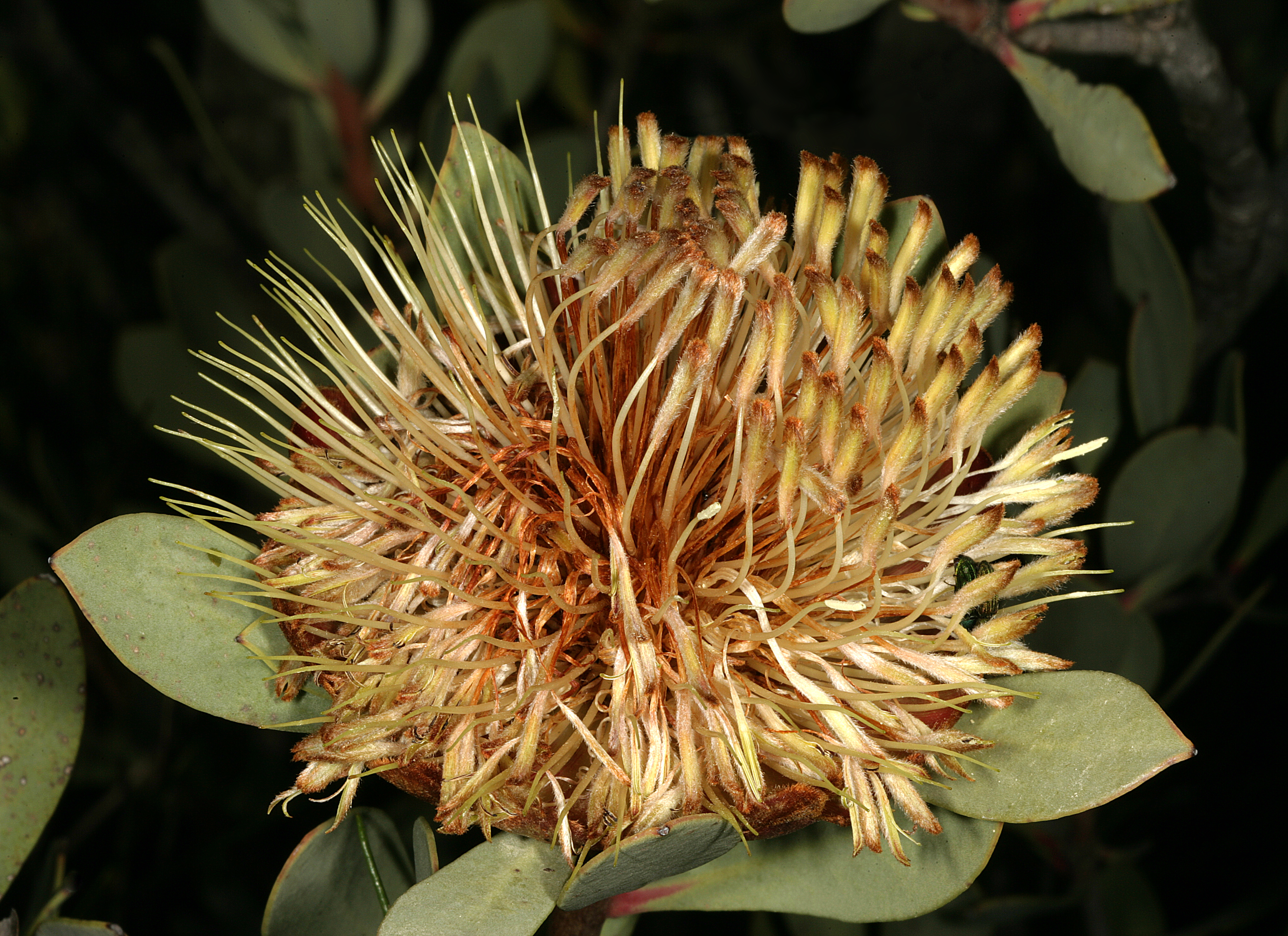
Соцветие P. glabra

Protea glabra — кустарник высотой до 5 м с конической кроной. Цветёт с июля по ноябрь. Растение однодомное, в каждом цветке представлены представители обоих полов. Ветви гладкие. Листья длиной 3-6 см, шириной 15-25 см, ланцетные или обратнояйцевидно-ланцетные, с тупым или слегка заострённым концом, суженный у основания. Цветочная головка сидячая, 3-5 см в длину, около 4,5 см в диаметре. Обёртывающие прицветники расположены в 6 рядов, шелковисто-опушённые, более гладкие к концу. Наружные ряды прицветников яйцевидные, тупые; внутренние ряды — продолговатые, становятся выпуклыми, короче цветков.

## Распространение и местообитание
Вид эндемичен для Южной Африки. Встречается в Западно-Капской провинции от уступа Боккевельд до реки Улифантс и гор Куэ-Боккевельд. В своём ареале это широко распространённый вид, не имеющий серьезных угроз. Растёт на неглубоких песчаниковых почвах или в трещинах в скалах на высоте от 500 до 1500 м.

## Биология
P. glabra опыляется птицами и жуками. Семена не хранятся в деревянистых плодах, как у многих других видов протей, и разносятся ветром, как только созревают. Вид долгоживущий и может снова прорасти после гибели надземной части растения из штамбовидного подвоя, хотя обычно вид растёт в районах с низким риском лесных пожаров.

## Охранный статус
Этот широко распространённый вид классифицируется как «вызывающий наименьшие опасения».